# 硝化作用
硝化作用（しょうかさよう）は、微生物によりアンモニアから亜硝酸や硝酸を生じる作用を指す。

## 概説

窒素循環のモデル図

アンモニアを酸化し亜硝酸を生ずるアンモニア酸化細菌・アンモニア酸化古細菌、亜硝酸を酸化し硝酸を生ずる亜硝酸酸化細菌により反応が進む。これらの細菌は独立栄養細菌で、それぞれアンモニアの酸化、亜硝酸の酸化によりエネルギーを得る。有機成分の存在下ではほとんど増殖せず、死滅することもある。
土の中では、有機物に含まれる有機態窒素がアンモニアまで分解されるアンモニア化成、アンモニアから硝酸を生ずる硝酸化成が進み、作物に吸収される。
野菜など多くの園芸作物はアンモニア態窒素より硝酸態窒素を好んで吸収する好硝酸性植物であるため、この反応はきわめて重要である。アンモニア濃度が高く、硝酸化成が進まない場合、アンモニア過剰障害が生じることがある。

## 窒素除去への利用
環境工学分野では主に、水中からの生物学的窒素除去（脱窒）の前段階として捉えられている。
関与するものはアンモニア酸化菌（もしくは亜硝酸生成菌）のNitrosomonas属、Nitorosococcus属、Nitrosospira属（Nitrosolobus属、Nitrosovibrio属を含む）亜硝酸酸化菌（もしくは硝酸生成菌）のNitrobacter属、Nitrospira属がよく知られ、合わせて単に硝化菌とも呼ばれる。これは好気的水処理工程で亜硝酸態窒素が容易に酸化されるほか、脱窒工程で厳密な区別が必要ないこと等による。この他にアンモニアを酸化する古細菌“Ca. Nitrosopumilus martimus”が発見されている。
硝化菌は基本的に通性好気化学合成独立栄養であり、アンモニア態窒素と炭酸を基質とする。これを利用し、廃水中のアンモニア態窒素を硝酸態窒素に酸化し、続く無酸素環境での硝酸塩呼吸による脱窒工程へと引き継ぐ。
反応方程式として下記があげられている。
{\displaystyle {\rm {NH_{4}{}^{+}+0.103\ CO_{2}+1.86\ O_{2}\rightarrow 0.0182\ C_{2}H_{5}NO_{2}}}}（亜硝酸細菌）{\displaystyle {\rm {+0.00245\ C_{2}H_{7}NO_{2}}}}（硝酸細菌）{\displaystyle {\rm {+0.979\ NO_{3}{}^{-}+1.98\ H^{+}+0.938\ H_{2}O}}}
この式の要旨は、酸素とアルカリ度を大量に消費しながら、しかし硝化菌の比増殖速度が非常に小さいことである。水温の影響を強く受けるが基質濃度はほとんど影響しないため、比増殖速度は温度の関数で示されている。実施設としては、高度処理の浄化槽や下水道終末処理場における高度処理（生物学的脱窒素脱リンなど）で広く利用されている。